# Cafririm
Cafririm (hebrejsky צַפְרִירִים, doslova „Západní větry“, v oficiálním přepisu do angličtiny Zafririm, přepisováno též Tzafririm) je vesnice typu mošav v Izraeli, v Jeruzalémském distriktu, v Oblastní radě Mate Jehuda.

## Geografie
Leží v nadmořské výšce 336 metrů na pomezí zemědělsky využívané pahorkatiny Šefela a západního okraje zalesněných svahů Judských hor. Severně od obce terén spadá do údolí potoka Nachal ha-Ela. Jižním a východním směrem leží rozsáhlý lesní komplex.
Obec se nachází 32 kilometrů od břehu Středozemního moře, cca 48 kilometrů jihovýchodně od centra Tel Avivu, cca 30 kilometrů jihozápadně od historického jádra Jeruzalému a 11 kilometrů jihozápadně od Bejt Šemeš. Cafririm obývají Židé, přičemž osídlení v tomto regionu je etnicky převážně židovské. Mošav je situován 5 kilometrů od Zelené linie, která odděluje Izrael v jeho mezinárodně uznávaných hranicích od území Západního břehu Jordánu. Počátkem 21. století byly přilehlé arabské (palestinské) oblasti Západního břehu od Izraele odděleny pomocí bezpečnostní bariéry.
Cafririm je na dopravní síť napojen pomocí lokální silnice číslo 3544, jež severozápadně od vesnice ústí do dálnice číslo 38.

## Dějiny
Cafririm byl založen v roce 1958. Novověké židovské osidlování tohoto regionu začalo po válce za nezávislost tedy po roce 1948, kdy Jeruzalémský koridor ovládla izraelská armáda a kdy došlo k vysídlení většiny zdejší arabské populace. V bezprostředním okolí nynějšího mošavu se ale do té doby nerozkládalo arabské osídlení. Šlo o téměř neobydlenou kopcovitou krajinu.
Po vzniku státu Izrael byl tento region plánovitě osidlován v rámci bloku Chevel Adulam. Ke zřízení vesnice došlo 12. května 1958. Zakladateli osady byla skupina židovských přistěhovalců ze severní Afriky a Indie (komunita Bene Israel). Jihozápadně od vesnice na nachází lokalita Churvat Midras (חרבת מידרס) s pozůstatky starověkých staveb.

## Demografie
Podle údajů z roku 2014 tvořili naprostou většinu obyvatel v Cafririm Židé (včetně statistické kategorie "ostatní", která zahrnuje nearabské obyvatele židovského původu ale bez formální příslušnosti k židovskému náboženství).
Jde o menší obec vesnického typu s dlouhodobě rostoucí populací. K 31. prosinci 2014 zde žilo 369 lidí. Během roku 2014 populace stoupla o 0,8 %.
| Rok            | 1961 | 1972 | 1983 | 1995 | 2001 | 2003 | 2004 | 2005 | 2006 | 2007 | 2008 | 2009 | 2010 | 2011 | 2012 | 2013 | 2014 |
| -------------- | ---- | ---- | ---- | ---- | ---- | ---- | ---- | ---- | ---- | ---- | ---- | ---- | ---- | ---- | ---- | ---- | ---- |
| Počet obyvatel | 155  | 189  | 213  | 243  | 276  | 293  | 275  | 293  | 307  | 327  | 334  | 332  | 338  | 364  | 355  | 366  | 369  |